# Basketball-Europameisterschaft der Damen 1962
Die Basketball-Europameisterschaft der Damen 1962 (offiziell: EuroBasket 1962 Women) war die 8. Austragung des kontinentalen Wettbewerbs. Sie fand vom 22. bis zum 29. September 1962 in Frankreich statt und wurde von der FIBA Europa organisiert. Die Partien wurden in Mülhausen ausgetragen.

## Mannschaften
| Gruppe A                                                          | Gruppe B                                              |
| ----------------------------------------------------------------- | ----------------------------------------------------- |
| - Italien - Jugoslawien - Sowjetunion - Tschechoslowakei - Ungarn | - Belgien - Bulgarien - Frankreich - Polen - Rumänien |

## Vorrunde
Es wurde in zwei Gruppen gespielt. Bei Punktgleichheit zählt der direkte Vergleich, danach die Korbdifferenz folgend die erzielten Körbe. Die zwei Bestplatzierten jeder Gruppe kamen ins Halbfinale und kämpften um die Medaillen. Die restlichen Mannschaften ermittelten in den Platzierungsspielen, je nach Rang in der Gruppe, überkreuz die Plätze 5 bis 10.

### Gruppe A
| Platz | Team             | Spiele | Siege | Niederl. | Körbe   | Diff. | Punkte |
| ----- | ---------------- | ------ | ----- | -------- | ------- | ----- | ------ |
| 1     | Sowjetunion      | 4      | 4     | 0        | 268:148 | +120  | 8      |
| 2     | Tschechoslowakei | 4      | 3     | 1        | 262:175 | +87   | 7      |
| 3     | Jugoslawien      | 4      | 2     | 2        | 171:188 | −17   | 6      |
| 4     | Ungarn           | 4      | 1     | 3        | 176:252 | −76   | 5      |
| 5     | Italien          | 4      | 0     | 4        | 154:268 | −114  | 4      |

| Spiel | Datum               | Team 1           | Team 2           | 1. H. | 2. H. | Verl. | Ergebnis   |
| ----- | ------------------- | ---------------- | ---------------- | ----- | ----- | ----- | ---------- |
| A1    | 22. Sep. 1962 16:30 | Italien          | Tschechoslowakei | 8:42  | 29:44 | –     | 37:86      |
| A2    | 22. Sep. 1962 20:30 | Jugoslawien      | Ungarn           | 20:16 | 27:24 | –     | 47:40      |
| A3    | 23. Sep. 1962 15:00 | Tschechoslowakei | Jugoslawien      | 29:19 | 24:16 | –     | 53:35      |
| A4    | 23. Sep. 1962 16:30 | Sowjetunion      | Italien          | 39:11 | 38:20 | –     | 77:31      |
| A5    | 24. Sep. 1962 15:00 | Jugoslawien      | Sowjetunion      | 20:31 | 19:21 | –     | 39:52      |
| A6    | 24. Sep. 1962 16:30 | Ungarn           | Tschechoslowakei | 24:41 | 28:33 | –     | 52:74      |
| A7    | 25. Sep. 1962 15:00 | Sowjetunion      | Ungarn           | 41:13 | 47:16 | –     | 88:29      |
| A8    | 25. Sep. 1962 20:30 | Italien          | Jugoslawien      | 22:22 | 21:28 | –     | 43:50      |
| A9    | 26. Sep. 1962 16:30 | Ungarn           | Italien          | 23:12 | 32:31 | –     | 55:43      |
| A10   | 26. Sep. 1962 22:00 | Tschechoslowakei | Sowjetunion      | 21:22 | 22:21 | 6:8   | 49:51 (OT) |

### Gruppe B
| Platz | Team       | Spiele | Siege | Niederl. | Körbe   | Diff. | Punkte |
| ----- | ---------- | ------ | ----- | -------- | ------- | ----- | ------ |
| 1     | Bulgarien  | 4      | 4     | 0        | 236:142 | +94   | 8      |
| 2     | Rumänien   | 4      | 3     | 1        | 202:162 | +40   | 7      |
| 3     | Polen      | 4      | 2     | 2        | 183:165 | +18   | 6      |
| 4     | Frankreich | 4      | 1     | 3        | 165:207 | −42   | 5      |
| 5     | Belgien    | 4      | 0     | 4        | 145:255 | −110  | 4      |

| Spiel | Datum               | Team 1     | Team 2     | 1. H. | 2. H. | Verl. | Ergebnis   |
| ----- | ------------------- | ---------- | ---------- | ----- | ----- | ----- | ---------- |
| B1    | 22. Sep. 1962 15:00 | Polen      | Belgien    | 26:18 | 26:7  | –     | 52:25      |
| B2    | 22. Sep. 1962 22:00 | Bulgarien  | Frankreich | 33:6  | 22:20 | –     | 55:26      |
| B3    | 23. Sep. 1962 20:30 | Frankreich | Polen      | 19:33 | 23:25 | –     | 42:58      |
| B4    | 23. Sep. 1962 22:00 | Rumänien   | Bulgarien  | 23:27 | 19:17 | –     | 42:44      |
| B5    | 24. Sep. 1962 20:30 | Belgien    | Frankreich | 21:28 | 23:26 | –     | 44:54      |
| B6    | 24. Sep. 1962 22:00 | Polen      | Rumänien   | 19:20 | 16:18 | –     | 35:38      |
| B7    | 25. Sep. 1962 16:30 | Rumänien   | Belgien    | 39:20 | 33:20 | –     | 72:40      |
| B8    | 25. Sep. 1962 22:00 | Bulgarien  | Polen      | 25:18 | 35:20 | –     | 60:38      |
| B9    | 26. Sep. 1962 16:30 | Belgien    | Bulgarien  | 17:37 | 19:40 | –     | 36:77      |
| B10   | 26. Sep. 1962 22:00 | Frankreich | Rumänien   | 19:21 | 19:17 | 5:12  | 43:50 (OT) |

## Platzierungsspiele

### Spiel um Platz 9
| Datum               | Team 1  | Team 2  | 1. H. | 2. H. | Verl. | Ergebnis |
| ------------------- | ------- | ------- | ----- | ----- | ----- | -------- |
| 28. Sep. 1962 15:00 | Italien | Belgien | 20:13 | 12:14 | –     | 32:27    |

### Spiel um Platz 7
| Datum               | Team 1 | Team 2     | 1. H. | 2. H. | Verl. | Ergebnis |
| ------------------- | ------ | ---------- | ----- | ----- | ----- | -------- |
| 28. Sep. 1962 16:30 | Ungarn | Frankreich | 34:24 | 32:36 | –     | 66:60    |

### Spiel um Platz 5
| Datum               | Team 1      | Team 2 | 1. H. | 2. H. | Verl. | Ergebnis |
| ------------------- | ----------- | ------ | ----- | ----- | ----- | -------- |
| 29. Sep. 1962 15:00 | Jugoslawien | Polen  | 29:23 | 23:21 | –     | 52:44    |

## Finalrunde
|  | Halbfinale               | Halbfinale               |                          |    | Endspiel                 | Endspiel                 |
|  |                          |                          |                          |    |                          |                          |
|  | Bulgarien                | 51                       |                          |    |                          |                          |
|  | Tschechoslowakei         | 54                       |                          |    |                          |                          |
|  | 28. September 1962 20:00 |                          |                          |    |                          |                          |
|  |                          |                          | 29. September 1962 20:30 |    |                          |                          |
|  | Tschechoslowakei         | 46                       |                          |    |                          |                          |
|  |                          | Sowjetunion              | 63                       |    |                          |                          |
|  |                          |                          |                          |    |                          |                          |
|  | Spiel um Platz 3         |                          |                          |    |                          |                          |
|  | 28. September 1962 20:30 | 28. September 1962 20:30 | Bulgarien                | 48 |                          |                          |
|  | Sowjetunion              | 69                       | Rumänien                 | 36 |                          |                          |
|  | Rumänien                 | 29                       |                          |    | 29. September 1962 16:30 | 29. September 1962 16:30 |

### Halbfinale
| Datum               | Team 1      | Team 2           | 1. H. | 2. H. | Verl. | Ergebnis |
| ------------------- | ----------- | ---------------- | ----- | ----- | ----- | -------- |
| 28. Sep. 1962 20:00 | Bulgarien   | Tschechoslowakei | 26:24 | 25:30 | –     | 51:54    |
| 28. Sep. 1962 20:30 | Sowjetunion | Rumänien         | 31:15 | 38:14 | –     | 69:29    |

### Spiel um Platz 3
| Datum               | Team 1    | Team 2   | 1. H. | 2. H. | Verl. | Ergebnis |
| ------------------- | --------- | -------- | ----- | ----- | ----- | -------- |
| 29. Sep. 1962 16:30 | Bulgarien | Rumänien | 29:8  | 19:28 | –     | 48:36    |

### Endspiel
| Datum               | Team 1           | Team 2      | 1. H. | 2. H. | Verl. | Ergebnis |
| ------------------- | ---------------- | ----------- | ----- | ----- | ----- | -------- |
| 29. Sep. 1962 20:30 | Tschechoslowakei | Sowjetunion | 20:39 | 26:24 | –     | 46:63    |

## Endstand
| Rang | Land             | Spiele | Bilanz |
| ---- | ---------------- | ------ | ------ |
| 1.   | Sowjetunion      | 6      | 6:0    |
| 2.   | Tschechoslowakei | 6      | 4:2    |
| 3.   | Bulgarien        | 6      | 5:1    |
| 4.   | Rumänien         | 6      | 3:3    |
| 5.   | Jugoslawien      | 5      | 3:2    |
| 6.   | Polen            | 5      | 2:3    |
| 7.   | Ungarn           | 5      | 2:3    |
| 8.   | Frankreich       | 5      | 1:4    |
| 9.   | Italien          | 5      | 1:4    |
| 10.  | Belgien          | 5      | 0:5    |